# ستيرلنغ موس
ستيرلنغ موس (بالإنجليزية: Stirling Moss)‏ مواليد 17 سبتمبر 1929 في لندن، إنجلترا، هو سائق فورملا 1 بريطاني سابق بدأ مسيرته الاحترافية سنة 1951. كان أول سباق له هو جائزة سويسرا الكبرى 1951، حقق أول فوز له في جائزة بريطانيا الكبرى 1955. خاض خلال مسيرته 67 سباقاً فاز في 16 منها.

## سباقات شارك فيها
- لو مان 24 ساعة
- بطولة العالم للسيارات الرياضية

## بطولات حققها
- جائزة بريطانيا الكبرى 1955
- جائزة ألمانيا الكبرى 1961

## روابط خارجية
- ستيرلنغ موس على موقع IMDb (الإنجليزية)
- ستيرلنغ موس على موقع الموسوعة البريطانية (الإنجليزية)
- ستيرلنغ موس على موقع ديسكوغز (الإنجليزية)
- ستيرلنغ موس على موقع قاعدة بيانات الفيلم (الإنجليزية)
- ستيرلنغ موس على موقع Racing-Reference.info (الإنجليزية)
- ستيرلنغ موس على موقع DriverDB.com (الإنجليزية)
- ستيرلنغ موس على موقع eWRC-results.com (الإنجليزية)